# Список медіаматеріалів серії Animal Crossing
Animal Crossing — серія відеоігор, розроблена Nintendo, у якій гравець живе власним віртуальним життям у місці, населеному антропоморфними тваринами. Гра відбувається в реальному часі, що відображає поточний час доби і сезон. Окремі ігри отримали широку оцінку за їх унікальність та інноваційний характер, що призвело до того, що серія стала однією з провідних франшиз Nintendo.

## Ігри

### Основна серія
| Назва | Інформація |
| --- | --- |
| Animal Forest Оригінальна дата випуску: JP 14 квітня 2001 року                                                                                    | Роки випуску: 2001 — Nintendo 64 |
| Animal Forest Оригінальна дата випуску: JP 14 квітня 2001 року                                                                                    | Примітки: - Назва дослівно перекладається як «Animal Forest». - Перша гра у серії, випущена тільки у Японії. |
| Animal Crossing Оригінальна дата випуску: JP 14 грудня 2001 року NA 15 вересня 2002 року EU 24 вересня, 2004                                      | Роки випуску: 2001 — GameCube 2006 — iQue Player |
| Animal Crossing Оригінальна дата випуску: JP 14 грудня 2001 року NA 15 вересня 2002 року EU 24 вересня, 2004                                      | Примітки: - Відома у Японії як Dōbutsu no Mori+. - Ремейк гри Nintendo 64. - У комплекті з картою пам'яті 59 через те, що для гри потрібні 58 блоків збереження даних. - Північноамериканська версія додає додатковий вміст, наприклад нові свята та предмети. Ця версія, у свою чергу, була перевидана в Японії в 2003 році як Dōbutsu no Mori e+. Dōbutsu no Mori e+. |
| Animal Crossing: Wild World Оригінальна дата випуску: JP 23 листопада 2005 року NA 5 грудня 2005 року EU 31 березня 2006 року                     | Роки випуску: 2005 — Nintendo DS |
| Animal Crossing: Wild World Оригінальна дата випуску: JP 23 листопада 2005 року NA 5 грудня 2005 року EU 31 березня 2006 року                     | Примітки: - Відома у Японії як Animal Forest: Come Over. - Перша гра у серії з підтримкою онлайн-гри (за допомогою Nintendo Wi-Fi Connection). |
| Animal Crossing: City Folk Оригінальна дата випуску: JP 20 листопада 2008 року EU 5 грудня 2008 року AUS 4 грудня 2008 року                       | Роки випуску: 2008 — Wii |
| Animal Crossing: City Folk Оригінальна дата випуску: JP 20 листопада 2008 року EU 5 грудня 2008 року AUS 4 грудня 2008 року                       | Примітки: - Відома у Японії як Animal Forest: Let's Go to the City і в регіоні PAL як Animal Crossing: Let's Go to the City. - Гравець має доступ до досліджуваної міської території, розташовану за селом. - Підтримує аксесуар Wii Speak для голосового чату під час онлайн-гри.                                                                                      |
| Animal Crossing: New Leaf Оригінальна дата випуску: JP 8 листопада 2012 року NA 9 червня 2013 року EU 14 червня 2013 року AUS 15 червня 2013 року | Роки випуску: 2012 — Nintendo 3DS |
| Animal Crossing: New Leaf Оригінальна дата випуску: JP 8 листопада 2012 року NA 9 червня 2013 року EU 14 червня 2013 року AUS 15 червня 2013 року | Примітки: - Відома у Японії як Animal Forest: Jump Out. - Гравець додатково виконує роль сільського голови. - Підтримує онлайн-гру через Nintendo Network. |
| Animal Crossing: New Horizons Оригінальна дата випуску: WW 20 березня 2020 року                                                                   | Роки випуску: 2020 — Nintendo Switch |
| Animal Crossing: New Horizons Оригінальна дата випуску: WW 20 березня 2020 року                                                                   | Примітки: - Відома у Японії як Animal Forest: Gather. - Підтримка онлайн-гри через Nintendo Network. |

### Спінофи
| Назва | Інформація |
| --- | --- |
| Animal Crossing: Happy Home Designer Оригінальна дата випуску: JP 30 липня 2015 року NA 25 вересня 2015 року EU 2 жовтня 2015 року AUS 3 жовтня 2015 року           | Роки випуску: 2015 — Nintendo 3DS |
| Animal Crossing: Happy Home Designer Оригінальна дата випуску: JP 30 липня 2015 року NA 25 вересня 2015 року EU 2 жовтня 2015 року AUS 3 жовтня 2015 року           | Примітки: - Відома у Японії як Animal Forest: Happy Home Designer. - Гравець бере на себе роль співробітника Nook's Homes, проектуючи будинки для мешканців села. |
| Animal Crossing: Amiibo Festival Оригінальна дата випуску: JP 21 листопада 2015 року NA 13 листопада 2015 року EU 20 листопада 2015 року AUS 21 листопада 2015 року | Роки випуску: 2015 — Wii U |
| Animal Crossing: Amiibo Festival Оригінальна дата випуску: JP 21 листопада 2015 року NA 13 листопада 2015 року EU 20 листопада 2015 року AUS 21 листопада 2015 року | Примітки: - Відома у Японії як Animal Forest: amiibo Festival. - Значною мірою включає використання фігурок Amiibo на тему Animal Crossing у грі. - Станом на 20 грудня 2015 року це гра франшизи Animal Crossing із найнижчим критичним оглядом із загальним балом 43 на Metacritic. |
| Animal Crossing: Pocket Camp Оригінальна дата випуску: WW 21 листопада 2017 року AUS 25 жовтня 2017 року                                                            | Роки випуску: 2017 — iOS, Android |
| Animal Crossing: Pocket Camp Оригінальна дата випуску: WW 21 листопада 2017 року AUS 25 жовтня 2017 року                                                            | Примітки: - Відома у Японії як Animal Forest: Pocket Camp. - Гра free-to-play з покупками в грі. |

## Інші

### Фільми
- Gekijōban Dōbutsu no Mori (укр. «Ліс Тварин») — вийшов лише у Японії 16 грудня 2006 року.[4]

### Манга
| Назва                                                    | Автор          | Примітки |
| -------------------------------------------------------- | -------------- | --- |
| Dōbutsu no Mori Hohinda Mura Yori                        | Сайорі Абе     | Дитяча манга за мотивами серії Animal Crossing. Вона була опублікована японською мовою в Японії видавництвом Shogakukan та іспанською (під простою назвою Animal Crossing) Norma Editorial.                    |
| Animal Crossing: New Horizons                            | Коконасу Румба | Серія дитячої манги, заснована на серії Animal Crossing, оригінальна манга опублікована в Японії Shogakukan. Англійська версія була опублікована Viz Media у Сполучених Штатах та Shogakukan Asia у Сінгапурі. |
| Animal Crossing: The Bestest Island                      | Рюхей Осакі    | Серія дитячої манги, заснована на серії Animal Crossing, опублікованій в Японії Shogakukan, з англійською версією, опублікованою Shogakukan Asia в Сінгапурі.                                                  |
| Assemble! Animal Crossing: News from the Carefree Island | Мінорі Като    | Серія дитячої манги, заснована на серії Animal Crossing, опублікованій в Японії Shogakukan, з англійською версією, опублікованою Shogakukan Asia в Сінгапурі.                                                  |

### Додатки
| Гра                          | Формат                        | Перший звільнений                 | Примітки |
| ---------------------------- | ----------------------------- | --------------------------------- | --- |
| Годинник Animal Crossing     | DSiWare                       | 4 травня 2009 (США, ЄС)           | Тематичний годинник для Nintendo DSi, який може змінюватись з аналогового на цифровий. |
| Калькулятор Animal Crossing  | DSiWare                       | 4 травня 2009 (США, ЄС)           | Тематичний калькулятор для Nintendo DSi. |
| Animal Crossing Plaza        | Інтернет-магазин Wii U        | 8 серпня 2013 (у всьому світі)    | Безкоштовна програма/спільнота, для власників Wii U, де вони можуть взаємодіяти та публічно ділитися вмістом із New Leaf. Сервіс було припинено, а додаток видалено 22 грудня 2014 року. |
| Фотографії з Animal Crossing | Інтернет-магазин Nintendo 3DS | 2014 (Японія), 10 липня 2015 (ЄС) | Програма AR-фото, яка дозволяє робити фотографії персонажів Animal Crossing у реальному середовищі. використання тематичних карт AR. Розповсюджується через список розсилки та конкуренція лише в регіонах ЄС. Доступно з тематичними картками електронного магазину Animal Crossing у Японії. |

## Нотатки
1. ↑  Відома у Японії як Dōbutsu no Mori (яп. どうぶつの森)
2. ↑  Японська: どうぶつの森+ Хепберна: Dōbutsu no Mori+?, lit. Animal Forest+
3. ↑  Японська: どうぶつの森e+ Хепберна: Dōbutsu no Mori e+?, lit. Animal Forest e+
4. ↑  Японська: おいでよ どうぶつの森 Хепберна: Oideyo Dōbutsu no Mori?
5. ↑  Японська: 街へいこうよ どうぶつの森 Хепберна: Machi e ikō yo: Dōbutsu no Mori?
6. ↑  Японська: とびだせ どうぶつの森 Хепберна: Tobidase Dōbutsu no Mori?
7. ↑  Японська: あつまれ どうぶつの森 Хепберна: Atsumare Dōbutsu no Mori?
8. ↑  Японська: どうぶつの森：ハッピーホームデザイナー Хепберна: Dōbutsu no Mori: Happī Hōmu Dezainā?
9. ↑  Японська: どうぶつの森amiiboフェスティバル Хепберна: Dōbutsu no Mori: amiibo Fesutibaru?
10. ↑  Японська: どうぶつの森 ポケットキャンプ Хепберна: Dōbutsu no mori poketto kyanpu?
11. ↑  どうぶつの森　ホヒンダ村だより
12. ↑  あべさより Abe Sayori
13. ↑  あつまれ　どうぶつの森　～無人島Ｄｉａｒｙ～
14. ↑  ココナスルンバ
15. ↑  あつまれ　どうぶつの森　とことん！イチバン島
16. ↑  大崎亮平 Ōsaki Ryūhei
17. ↑  あつまれどうぶつの森～のんびり島だより～
18. ↑  加藤みのり Katō Minori